# Pioneer Junction (Montana)
Pioneer Junction es un lugar designado por el censo ubicado en el condado de Lincoln en el estado estadounidense de Montana. En el Censo de 2010 tenía una población de 959 habitantes y una densidad poblacional de 105,1 personas por km².

## Geografía
Pioneer Junction se encuentra ubicado en las coordenadas 48°18′57″N 115°31′6″O / 48.31583, -115.51833. Según la Oficina del Censo de los Estados Unidos, Pioneer Junction tiene una superficie total de 9.12 km², de la cual 9.12 km² corresponden a tierra firme y (0%) 0 km² es agua.

## Demografía
Según el censo de 2010, había 959 personas residiendo en Pioneer Junction. La densidad de población era de 105,1 hab./km². De los 959 habitantes, Pioneer Junction estaba compuesto por el 95.62% blancos, el 0.21% eran afroamericanos, el 1.25% eran amerindios, el 0.52% eran asiáticos, el 0.1% eran isleños del Pacífico, el 0.21% eran de otras razas y el 2.09% pertenecían a dos o más razas. Del total de la población el 1.46% eran hispanos o latinos de cualquier raza.